# Niomar Moniz Sodré Bittencourt
Niomar Moniz Sodré Bittencourt (Salvador, 4 de septiembre de 1916-Río de Janeiro, 31 de octubre de 2003) fue una periodista y empresaria brasileña.
Fue la tercera de cuatro hijas de Maria de Teive Argollo con el periodista y político bahiano Antônio Muniz Sodré de Aragão. En septiembre de 1932 se casó con su primo Hélio Moniz Sodré Pereira y de esta relación tuvo su único hijo, Antônio Moniz Neto. Después de separarse de Hélio a principios de la década de 1940, se casó con el periodista y empresario Paulo Bittencourt, propietario del periódico Correio da Manhã.

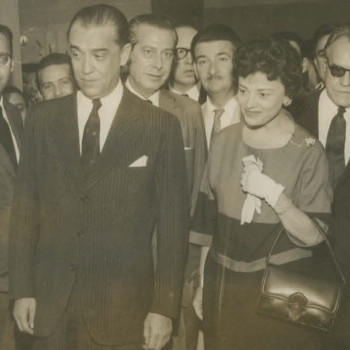
Bittencourt con Juscelino Kubitschek en 1959.

Junto con Raimundo Castro Maia y Maria Martins, fue una de las personas más involucradas en la creación del Museo de Arte Moderno de Río de Janeiro (MAM), habiendo formado parte de su directorio durante diez años y fue el principal responsable de la construcción del edificio diseñado por Affonso Reidy para albergar el museo en Aterro do Flamengo.
Con la muerte de Paulo Bittencourt en 1963, Niomar asumió la presidencia de Correio da Manhã y lo dirigió hasta 1969. A pesar del apoyo dado al derrocamiento de João Goulart demostrado en los editoriales del periódico, pronto comenzó a criticar el régimen implementado con el Golpe Militar de 1964, denunciando incluso casos de tortura.

Bittencourt exhibiendo a Henrique Teixeira Lott la sala de redacción de Correio da Manhã, 1965.

El 7 de enero de 1969 fue detenida junto con Osvaldo Peralva tras la incautación de la edición del mismo día del Correio da Manhã. El 16 de enero sus derechos políticos fueron revocados mediante AI-5 por diez años. Solo fue liberada casi dos meses después. Fue demandada por la posición adoptada por su periódico en contra de la dictadura. Sin embargo, en un juicio celebrado el 20 de noviembre fue absuelta por la Segunda Auditoría Militar en un juicio al que asistió el jurista Sebastián Soler.
Murió el 31 de octubre de 2003, en el Hospital Samaritano, en el sur de Río de Janeiro, debido a complicaciones de la enfermedad de Alzheimer que padecía desde hacía diez años.